# Complications de la grossesse
Les complications de la grossesse sont des affections et des états pathologiques provoqués par la grossesse. Les pathologies de la grossesse sont nombreuses, en effet la grossesse est une période de vulnérabilité particulière pour la future mère et son enfant à naître. On estime qu'en France 95 % des grossesses se déroulent sans anomalie.
On peut également y ajouter les maladies qui existaient avant la grossesse mais qui sont déséquilibrées par celle-ci. Il faut différencier les complications banales et bénignes, et les complications plus graves, pouvant mettre en jeu le pronostic vital de la mère et de l'enfant. Il faut également distinguer les complications directement liées à l'accouchement ou au post-partum, qui ne font pas partie des complications liées à la grossesse.

## Pathologie

### Hémorragies génitales

#### Au premier trimestre

##### Grossesse extra-utérine
Lorsqu'il est fécondé, le zygote commence sa nidation après sept jours de transit. Lorsqu'il existe une anomalie anatomique ou fonctionnelle de la mobilité tubaire (les trompes de Fallope sont couvertes de petits cils capables de faire migrer le zygote de l'ampoule à la cavité utérine, car le zygote n'est pourvu d'aucune mobilité propre, à la différence des spermatozoïdes), le zygote développant s'implante ailleurs que dans l'utérus. Ceci s'appelle une grossesse extra-utérine. Elle se produit le plus souvent dans la trompe de Fallope, mais peut se produire ailleurs (dans l'abdomen, à la surface de l'ovaire). Puisque l'utérus seul est apte au développement de l'embryon, l'implantation ectopique produit ordinairement des complications mécaniques quand l'embryon devient trop grand pour son lieu d'implantation. La grossesse ectopique risque alors de se rompre et de provoquer une hémorragie sévère. C'est une situation d'urgence vitale qui nécessite un traitement approprié urgent.

#### Au deuxième et troisième trimestre
- Fausse couche spontanée tardive ;
- hématome rétro-placentaire ;
- rupture d'utérus sur ancienne cicatrice post-césarienne
- placenta praevia ;
- hématome décidual marginal ;
- cholestase gravidique.

### Hypertension artérielle gravidique
- Hypertension artérielle gravidique ;
- prééclampsie ;
- éclampsie ;
- HELLP syndrome.

### Infections au cours de la grossesse
- Infection urinaire (les plus fréquentes) ;
- Chorioamniotite (infection du liquide amniotique) ;
- Listériose (rare mais potentiellement très grave) ;
- Toxoplasmose (risque d'embryofœtopathie) ;
- Cytomégalovirus : infection la plus fréquente chez la femme enceinte en Europe ;
- Paludisme[1] ;
- Rubéole (risque d'embryofœtopathie) ;
- Maladies sexuellement transmissibles (syphilis et herpès génital).

Voir aussi fièvre et grossesse.

### Pathologies hépatiques
- Prurit gravidique
- cholestase gravidique
- stéatose aiguë hépatique

### Pathologies dermatologiques
- Impetigo herpétiforme ;
- plaques et papules prurigineuses urticariennes de la grossesse (PUPP) (en) ;
- pemphigoïde gestationnelle.

### Troubles psychiques de la grossesse et du post-partum
- Dépression du post-partum (« Baby Blues » ou « syndrome du 3e jour ») ;
- Psychose puerpérale.

### Médicaments et toxiques
- Médicaments et grossesse ;
- Tabac et grossesse ;
- Troubles du spectre de l'alcoolisation fœtale.

### Mortalité maternelle
« Le risque pour une femme de mourir en raison d'une grossesse ou d'un accouchement est de 1 sur 6 dans les pays les plus pauvres, à comparer avec le chiffre en Europe occidentale : 1 sur 30 000. » Le risque estimé est de 4 pour 1 000 grossesses à terme dans le monde, soit un décès sur 74 chez la femme. Cette mortalité est la plus importante en Afrique sub-saharienne où elle atteint près de 1 % des grossesses. Elle est maximale entre le troisième trimestre et la première semaine suivant l'accouchement et est essentiellement due à des problèmes hémorragiques, à l'hypertension gravidique et aux infections.

## Problèmes de routine de la grossesse

### Mal de dos
- Le mal de dos est fréquent pendant la grossesse, particulièrement au troisième trimestre. Il est dû à des modifications mécaniques (la prise de poids abdominale et le déplacement du centre de gravité vers l'avant entraînent une modification de posture, notamment une hyperlordose) et hormonales (la relaxine, hormone préparant le bassin à l'accouchement, induit aussi un relâchement général des tissus musculaires et ligamentaires). Si les lombalgies sont fréquentes, les sciatiques sont plus rares.
- Traitement : exercice modéré, kinésithérapie (massages légers), physiothérapie (coussins chauffants), gymnastique en piscine. Le traitement médicamenteux consiste en des antalgiques de niveau 1 (paracétamol (acétaminophène) en première intention), de niveau 2 dans les cas plus sévères (paracétamol + codéine à éviter pendant le 1er trimestre, paracétamol + dextropropoxyphène en traitement bref), voire des opiacés (sulfate de morphine). Les myorelaxants (tetrazepam) peuvent également être utilisés avec certaines précautions mais seraient inefficaces[3]. Les AINS sont contre-indiqués à partir du 6e mois et sont à éviter avant.
- Prévention : éviter une prise de poids trop importante, éviter les talons hauts, autocorrection de l'hyperlordose par la mise en avant du pubis, protection de la colonne lombaire (redressement de la colonne lombaire et blocage de celle-ci avant tout effort).

### Constipation
La constipation est très fréquente pendant la grossesse.
- Cause : pendant la grossesse, la constipation est principalement attribuable aux changements hormonaux, notamment à l'augmentation des niveaux de progestérone. Ces changements entraînent un ralentissement du transit en raison d'une diminution de la motilité du tractus gastro-intestinal et d'une augmentation de l'absorption d'eau dans le côlon. L'utérus gravide, augmenté de volume, provoque aussi une obstruction mécanique du tube digestif, mais ce facteur est minoritaire[4], tout comme la baisse de l'activité physique et la supplémentation en fer[5].
- Traitement[3],[6],[7] : augmenter les apports hydriques (au moins 2 litres de liquide par jour), boire un verre d'eau ou de jus de fruits au réveil, enrichir progressivement son alimentation en fibres alimentaires (fruits et légumes frais en abondance, son et céréales complètes, pain semi-complet), et consommer des féculents avec modération. Il est également essentiel d'adopter des horaires réguliers pour aller à la selle afin d'éduquer le tube digestif et de faire de l'exercice physique de manière raisonnable. Si ces mesures hygiéno-diététiques s'avèrent insuffisantes, des médicaments tels que des mucilages, des laxatifs émollients (comme l'huile de paraffine) ou des suppositoires de glycérine peuvent être utilisés. Les laxatifs stimulants ou irritants sont à éviter.

### Contractions
- Contractions occasionnelles, irrégulières et indolores qui se produisent plusieurs fois par jour : elles sont normales et on les appelle contractions de Braxton Hicks.
- Cause : déshydratation ; manque de magnésium ; excès d'activité physique ou stress.
- Traitement : apport hydrique ; supplémentation en magnésium ; repos et relaxation.
- Contractions régulières (toutes les 10 à 15 minutes) : elles peuvent être un signe que le travail a commencé prématurément et on doit évaluer la situation par un examen du col de l'utérus.

### Déshydratation
- Cause : accroissement de l'espace intravasculaire et augmentation du troisième écartement des fluides
- Traitement : boire
- Complication : contractions utérines, qui peuvent se produire parce que la déshydratation entraîne la libération de vasopressine, laquelle est semblable à l'ocytocine par sa structure. L'ocytocine elle-même peut provoquer des contractions utérines et de cette façon la vasopressine peut avoir une réaction croisée avec les récepteurs d'ocytocine et causer elle aussi des contractions.

### Œdèmes
- Cause : la compression de la veine cave inférieure (VCI) et des veines pelviennes par l'utérus augmente la pression hydrostatique dans les extrémités inférieures.
- Traitement : élever les jambes au-dessus du cœur, faire dormir la patiente sur le côté.

### Reflux gastro-œsophagien
- Cause : relaxation du sphincter inférieur de l'œsophage (SIO) et augmentation du temps de transit dans l'estomac (ce qui est normal pendant la grossesse).
- Traitement : antiacides, petits repas fractionnés dans la journée, éviter de s'allonger au moment de manger, anti-H2, inhibiteurs de la pompe à protons.